# Jorge García Cuerva
Jorge Ignacio García Cuerva (ur. 12 kwietnia 1968 w Río Gallegos) – argentyński duchowny rzymskokatolicki, biskup pomocniczy Lomas de Zamora w latach 2018–2019, biskup diecezjalny Río Gallegos w latach 2019–2023, arcybiskup metropolita Buenos Aires od 2023, ordynariusz wiernych obrządku wschodniego w Argentynie od 2023, prymas Argentyny w latach 2023–2024.

## Życiorys
Święcenia kapłańskie przyjął 24 października 1997 i został inkardynowany do diecezji San Isidro. Pracował głównie jako duszpasterz parafialny, odpowiadał także za duszpasterstwo więzienne w prowincji Buenos Aires.
20 listopada 2017 papież Franciszek mianował go biskupem pomocniczym diecezji Lomas de Zamora oraz biskupem tytularnym Lacubaza. Sakry udzielił mu 3 marca 2018 biskup Jorge Lugones.
3 stycznia 2019 został mianowany przez papieża Franciszka ordynariuszem diecezji Río Gallegos.
26 maja 2023 papież Franciszek mianował go arcybiskupem metropolitą Buenos Aires. Ingres do bazyliki archikatedralnej w stolicy Argentyny odbył 15 lipca 2023. 28 listopada 2023 decyzją papieską został także ordynariuszem dla wiernych obrządków wschodnich. 22 lipca 2024 decyzją papieża Franciszka przestał być prymasem Argentyny, jego następcą został arcybiskup Santiago del Estero, Vicente Bokalic Iglic.